# Ibrahim Meer Abdulrahman
Nair Ibrahim Meer Abdulrahman (arabisch ابراهيم مير عبدالرحمن; * 16. Juli 1967) ist ein ehemaliger Fußballspieler aus den Vereinigten Arabischen Emiraten. Gemeinsam mit seinem Zwillingsbruder Eissa nahm er an der Fußball-Weltmeisterschaft 1990 teil.

## Karriere

### Verein
Meer Abdulrahman spielte während seiner gesamten Karriere von 1985 bis 1997 ausschließlich für den Sharjah FC. Mit seinem Klub gewann er die UAE Ligue und den UAE President’s Cup.

### Nationalmannschaft
Sein Debüt in der Nationalmannschaft gab Meer Abdulrahman am 26. Januar 1988 bei der 1:3-Niederlage in einem Freundschaftsspiel gegen Bulgarien in Dubai.  Beim Golfpokal 1988 belegte er mit den VAE den zweiten Platz hinter dem Irak. Im Rahmen der Asienmeisterschaft 1988 in Katar wurde er in allen Gruppenspielen eingesetzt. In einer Fünfergruppe wurde die Mannschaft am Ende Vierter und schied aus dem Turnier aus. Den Golfpokal 1990 schloss Meer Abdulrahman mit seiner Mannschaft auf dem letzten Tabellenplatz ab.
Anlässlich der Weltmeisterschaft 1990 in Italien wurde Meer Abdulrahman in das Aufgebot der Vereinigten Arabischen Emirate berufen. Er kam in allen drei Partien der Gruppenphase gegen Kolumbien, Deutschland und Jugoslawien zum Einsatz. Die VAE schieden mit drei Niederlagen als Gruppenletzter nach der Vorrunde aus. 
Bei der Asienmeisterschaft 1992 in Japan wurde er in zwei Spielen der Gruppenphase und den beiden Spielen der Endrunde eingesetzt. Nach einem 0:2 im Halbfinale gegen Saudi-Arabien scheiterte das Team im Spiel um Platz 3 im Elfmeterschießen an China. Im gleichen Jahr belegte er mit seiner Mannschaft beim Golfpokal den vierten Tabellenplatz.
Nach der verpassten Qualifikation für Weltmeisterschaft 1994 in den USA wurde Meer Abdelrahman kaum noch für die Nationalmannschaft berücksichtigt. Sein letztes Länderspiel bestritt er am 19. März 1996 beim 3:2 im Freundschaftsspiel gegen Südkorea.